# Desa Ciasem Girang
Desa Ciasem Girang är en administrativ by i Indonesien.   Den ligger i provinsen Jawa Barat, i den västra delen av landet, 90 km öster om huvudstaden Jakarta.